# Living Shangri-La
Living Shangri-la — небоскрёб в центральной части Ванкувера (Канада), высочайшее здание города и провинции Британская Колумбия. Имеет 62 этажа, на которых размещены пятизвёздочный отель, офисные помещения и частные жилые апартаменты. На первых этажах также расположены спа, магазин, зал Ванкуверской художественной галереи и сад скульптур. Высшая точка здания находится на отметке 200,86 м, на 61 этаже расположен частный сад. 
В рамках проекта строительства была отреставрирована Прибрежная церковь, построенная в 1919 году и находящаяся на западном краю территории комплекса. Затраты на реставрацию составили 4,4 млн долларов.

## Строительство
Затраты на реализацию проекта составили 3,1 млн человеко-часов, 15 000 полных грузовиков вынутой земли, 51 000 кубометров бетона и 7 000 тонн стали. На пике строительства на строительной площадке было задействовано 1000 рабочих, в неделю возводивших один этаж здания. Был установлен новый рекорд Ванкувера по глубине котлована — 26 метров, что превысило прежнее достижение в 23 м, установленное при строительстве One Wall Centre. 2 октября 2007 года Living Shangri-La был официально признан самым высоким зданием Ванкувера.
Общая стоимость здания приблизилась к 350 млн канадских долларов. 13 ноября башенный кран на верхушке здания был украшен рождественской иллюминацией, и таким образом стал самым высоким ванкуверским светящимся краном в 2007 году.
Штормовой ветер 15 января 2008 года привел к отрыву плохо закреплённых конструкций, которые упали на улицу возле здания. Пострадали припаркованные поблизости автомобили, но жертв среди населения удалось избежать. Ветер также причинил ущерб расположенному по соседству зданию компании Terasen Gas. Опасный участок улицы был перекрыт полицией на 12 часов.